# Tr (Unix)
tr (translate) est une commande Unix qui permet de transposer ou d'éliminer des caractères dans un fichier ou un flux de données.
Exemples :
- Pour remplacer a par j, b par k, c par m et d par n.

tr 'abcd' 'jkmn' < fichier
Ce qui peut aussi s'écrire
tr 'a-d' 'jkmn' < fichier
- Pour remplacer les minuscules par les majuscules correspondantes

tr 'a-z' 'A-Z' < fichier
- Pour remplacer n blancs continus par un seul

tr -s ' ' < fichier
- Pour remplacer le caractère ':' par un saut de ligne

tr ':' '\013' < fichier

tr servait avec la commande dd pour permettre sur un même type de cassette DC6150 un échange entre le VMS et l'Unix.

## Commandes analogues
La commande expand d'Unix/Linux permet de convertir les tabulations en espaces (par défaut, une tabulation est transformée en huit espaces).
La commande unexpand remplace les espaces en début de ligne par une tabulation.

## Voir également
- (fr) Page de manuel en français de la commande tr
- sed
- Commandes UNIX